# Raptor: Call of the Shadows
Raptor: Call of the Shadows is een videospel voor het platform MS-DOS. Het is een verticaal scrollende top-down shoot 'em up. Het is ontwikkeld door Cygnus Studios onder leiding van Scott Host, en is uitgegeven door Apogee Software in 1994. Een geremasterde editie is uitgebracht in 2010 en later opnieuw in 2015.

## Platforms
| jaar | platform   |
| ---- | ---------- |
| 1994 | DOS, Linux |
| 1997 | Windows    |
| 2011 | Macintosh  |

## Ontvangst
| Beoordeeld door       | Platform | Datum            | Score |
| --------------------- | -------- | ---------------- | ----- |
| The DOS Spirit        | DOS      | 9 april 2006     | 100%  |
| Svenska Hemdatornytt  | DOS      | juli 1994        | 85%   |
| PC Gamer              | DOS      | september 1994   | 82%   |
| High Score            | DOS      | september 1994   | 80%   |
| Freegame.cz           | DOS      | 13 november 2004 | 78%   |
| Power Play            | DOS      | juni 1994        | 71%   |
| PC Player (Duitsland) | DOS      | juni 1994        | 71%   |
| White Wolf Magazine   | DOS      | december 1994    | 70%   |
| PC Review UK          | DOS      | juni 1994        | 60%   |

1. ↑  https://www.pcgamingwiki.com/wiki/Raptor:_Call_of_the_Shadows_2010_Edition